# Scott Malone
Scott Liam Malone (ur. 25 marca 1991 w Rowley Regis) – angielski piłkarz występujący na pozycji obrońcy w Huddersfield Town.